# Tua (Stradivarius)
Le Stradivarius Tua est un violon fabriqué en 1708 par le luthier de Crémone Antonio Stradivari. L'instrument est considéré par les spécialistes comme très proche du Davidoff, un autre violon de 1708. Son nom fait référence à l'une de ses propriétaires, la violoniste italienne Teresina Tua. L'instrument appartient à la collection du Musée de la musique de Paris.

## Description

### Authenticité
Le violon Tua a été fabriqué par le luthier crémonais Antonio Stradivari en 1708,.
L'étiquette du Stradivarius Tua mentionne l'année de fabrication, le nom latinisé du luthier Antonio Stradivari  ainsi que le monogramme « A. + S. »,.

« Antonio Stradivarius Cremonensis, faciebat anno 1708, A. + S. »

— Inscription sur l'étiquette du Stradivarius Tua

### Caractéristiques
Le Stradivarius Tua est un exemplaire typique de l'âge d'or d'Antonio Stradivari. Fabriqué la même année que le Stradivarius Davidoff, le Tua est conçu avec les mêmes dimensions et moule ainsi que des bois identiques,.
Au total, le Stradivarius Tua mesure 59,5 centimètres de long. Les largeurs maximales du Tua sont d'environ 20,7 et 16,8 centimètres dans les parties larges de la caisse, au premier (niveau du cordier) et dernier tiers (vers la touche),. La largeur minimale au second tiers (au niveau du chevalet) est d'environ 11,3 centimètres,.
Le fond de l'instrument est constitué d'une seule pièce d'érable dont les ondes sont larges,, . Le fond mesure environ 36 centimètres.
La table d'harmonie est constituée de deux pièces d'épicéa ou de sapin.
Les éclisses sont faites en érable ondé,,. Elles mesurent environ 3 centimètres de haut.
La touche et le cordier de l’instrument sont en ébène. Les chevilles sont elles en palissandre.
Deux études dendrologiques ont établi que le bois le plus ancien du Tua date de 1697 et 1698.
Le vernis du Tua est de couleur dorée et orangée. Une partie importante du vernis rouge clair d'origine a été conservé.

### Qualité sonore
Sur le plan sonore, une étude publiée en 2012 confirme la très grande proximité entre les Stradivarius Tua et Davidoff. Les spectres sonores des éléments dépendants de la géométrie, notamment de la caisse de résonance, sont très proches et diffèrent significativement de celui d'une reproduction. En revanche, aucune similarité notable n'est relevée pour les spectres des tables d'harmonie et des fonds.

### Luthiers en charge de l'instrument
Avant l'acquisition du Tua par Teresina Tua, le Stradivarius était conservé par la lutherie parisienne Gand & Bernardel. En 1880,  des dégâts structurels sont constatés après que le violon ait été légèrement endommagé par des vers xylophages.

## Histoire
En 1880, le Stradivarius Tua est en possession d'Alphone de Rivals-Mazières.
En 1885, le Tua se trouve dans l'inventaire de la lutherie Gand & Bernardel. La même année, il est présenté parmi d'autres violons de haute qualité à la violoniste Teresina Tua. Cette dernière décide d'acquérir l'instrument et commence à financer son achat,. Après deux versements, elle acquiert  le Stradivarius Tua pour 8 000 francs au début de l'année 1886.
En 1935, Teresina Tua donne l'instrument au Conservatoire de Paris,.

## Propriétaires
Les propriétaires et musiciens attestés sont les suivants, :
| Propriétaire                                    | Depuis | Jusqu'en | En   |
| ----------------------------------------------- | ------ | -------- | ---- |
| Alphonse de Rivals-Mazières                     |        |          | 1880 |
| Teresina Tua                                    | 1886   | 1935     |      |
| Musée de la musique (Cité de la musique, Paris) | 1935   | Actuel   |      |